# Ножі наголо: Скляна цибуля
Ножі́ на́голо: Скляна́ цибу́ля (англ. Glass Onion: A Knives Out Mystery) — детективний фільм режисера та сценариста Раяна Джонсона з Денієлом Крейґом у головній ролі. Прем'єра відбулася 23 грудня 2022 року.

## Сюжет
У травні 2020 року, від час пандемії COVID-19, співзасновник технологічної компанії Alpha, Майлз Брон, запрошує декількох впливових людей до свого маєтку «Скляна цибуля» на острові в Греції. Учасники отримують скриню з головоломками, вирішивши які, відкривають запрошення. Це головний науковець Alpha Лайонел Туссен, губернаторка Коннектикуту Клер Дебелла, суперечлива модель, яка стала модельєркою, Берді Джей, стрімер, який виступає за права чоловіків, Дюк Коді, та співзасновниця Alpha Кассандра «Енді» Бренд, відчужена від Майлза. Всіх їх Майлз називає «Руйнівниками» за те, що вони колись виступили проти панівних думок. Лайонел, Клер, Берді та Дюк з матір'ю разом розгадують головоломки, поки Енді розбиває свою молотком.
Володарі запрошень прибувають на острів Майлза разом з помічницею Берді Пег та дівчиною Дюка Віскі. До них приєднується відомий детектив Бенуа Бланк, який теж отримав скриню з запрошенням. Однак Майлз приватно розповідає Блану, що не недсилав йому запрошення. Він припускає, що хтось переслав Бенуа свою скриню, та дозволяє залишитися. Перед вечерею Майлз демонструє свою колекцію скляних скульптур та «Мону Лізу», яку він позичив з Лувру. Майлз також розповідає, що маєток працює на «клірі», водневому паливі, яке Alpha незабаром почне продавати, попри те, що Лайонел і Клер вважають його небезпечним.
Майлз анонсує розвагу: гості повинні будуть розгадати його «вбивство». Але Бенуа негайно розкриває справу, що дуже не подобається Майлзу. Потім детектив попереджає Майлза, що хтось із гостей могли знати про цю гру та використати її, щоб убити його по-справжньому. Адже всі вони мають мотиви ненавидіти його. Після сварки з рештою групи Енді тікає. Дюк раптово помирає, випивши зі склянки Майлза, і схвильована група підозрює, що Енді намагалася отруїти Майлза. Лайонел викликає поліцію, але вона прибуде лише зранку. Потім виявляється, що зник пістолет Дюка, як він завжди носив з собою. На острові зникає електроенергія. Бенуа знаходить Енді, яку він називає Гелен, але невидимий нападник стріляє в неї. Детектив збирає гостей і повідомляє, що знає, хто вбивця Енді.
Тривалий флешбек показує, що Енді насправді померла тижнем раніше, скоївши самогубство. Її сестра-близнючка Гелен найняла Бенуа для розслідування. В Alpha Енді зупинила розробку палива через його небезпечні властивості, тому Майлз звільнив її. Енді подала до суду на Майлза, щоб повернути собі контроль над Alpha, але Майлз виграв позов, змусивши свідків дати хибні свідчення. Незадовго до своєї смерті Енді надіслала групі електронною поштою фотографію, на якій було видно доказ (серветку з записаною на ній ідеєю), що це вона винайшла паливо. Гелен підозрювала, що один з «Руйнівників» убив Енді та вкрав серветку, щоб захистити Майлза та себе. Оскільки смерть Енді ще не стала публічною, Бланк переконав Гелен видати себе за Енді на вечірці Майлза та допомогти його розслідуванню.
Гелен допомагає Бенуа розкрити мотиви «Руйнівників» захистити Майлза: репутація Лайонела і Клер залежить від запуску палива в продаж, Берді потребує фінансової допомоги Майлза, щоб впоратися з наслідками поганої організації праці робітників, а Дюк сподівається на шоу, спонсороване Alpha. Всі вони могли додати отруту в напій Майлза, бо були в його кімнаті. Гелен обшукує кімнати гостей, але не знаходить серветку з доказом на користь Енді. Коли в Гелен стріляють, щоденник Енді в кишені її піджака зупиняє кулю. Бенуа каже Гелен обшукати офіс Майлза.
Бенуа робить висновок, що Майлз скоїв обидва вбивства: він смертельно отруїв Енді, дізнавшись, що у неї доказ авторства палива, а Дюк бачив, як Майлз виходив з дому Енді після цього. Під час вечірки Дюк побачив репортаж про смерть Енді та, зрозумівши, що Майлз був відповідальний, спробував шантажувати його. Потім Майлз отруїв Дюка ананасовим соком, на який у Дюка була смертельна алергія, і забрав пістолет Дюка, з якого вистрілив у Гелен.
Гелен знаходить серветку Енді з описом її ідеї в офісі Майлза та розкриває свою особу групі. Майлз спалює серветку, знищуючи докази, а його друзі відмовляються свідчити проти нього. Бенуа каже Гелен, що зробив усе можливе, і виходить надвір. У люті Гелен знищує скляні скульптури Майлза, і «Руйнівники» приєднуються до неї. Гелен розпалює багаття та кидає у вогонь шматок «кліра», який їй дав Блан, що спричиняє вибух, який руйнує особняк та «Мону Лізу». Оскільки небезпечність палива доведено, «Руйнівники» погоджуються свідчити проти Майлза. На пляжі Гелен та Бенуа спостерігають за прибуттям поліцейських катерів.

## Актори
- Денієл Крейґ — детектив Бенуа Бланк
- Едвард Нортон — Майлз Брон
- Жанель Моне — Кассандра Бренд
- Кетрін Ган — Клер Дебелла
- Леслі Одом-молодший — Ліонель Туссен
- Джессіка Генвік — Пег
- Медлін Клайн — Віскі
- Кейт Гадсон — Берді Джей
- Дейв Батиста — Дюк Коді
- Даллас Робертс — Девон Дебелла
- Ітан Гоук — асистент Майлза

## Український дубляж

###### Українська версія
- Студія — Postmodern
- Режисерка дубляжу — Катерина Брайковська
- Перекладачка — Катерина Щепковська
- Звукооператор — Андрій Славинський
- Спеціаліст зі зведення звуку — Андрій Славинський
- Менеджер проєкту — Ольга Негієвич

###### Акторський склад
- детектив Бенуа Бланк — Андрій Самінін
- Майлз Брон — Юрій Кудрявець
- Клер Дебелла — Наталія Романько-Кисельова
- Бьорді Джей — Катерина Буцька
- Лайонел Туссон — Роман Чорний
- Віскі — Оксана Гринько
- Дюк Коді — Володимир Кокотунов
- Пеґ — Катерина Брайковська
- Енді/Гелен — Юлія Перенчук
- Девон Дебелла — Володимир Терещук
- Андіно — Максим Кондратюк
- Ма — Ольга Радчук
- Дерол — Артем Мартинішин
- Філіп — Олег Лепенець
- Серена Вільямс — Аліна Проценко
- Йо-Йо Ма — Євген Пашин

###### Додатковий акторський склад
Наталя Синенко, Валерій Легін, Іван Розін, Михайло Войчук, Дмитро Вікулов, Юлія Шаповал, В'ячеслав Дудко, Роман Солошенко, Роман Молодій, Олена Узлюк

## Виробництво

### Розвиток
Незадовго до виходу фільму Ножі наголо у 2019 році Джонсон заявив, що якщо фільм буде добре демонструватися в прокаті, він адаптує серію фільмів, навколо персонажа Даніеля Крейга, детектива Бенуа Блана, розгадуючи різні загадки. В інтерв'ю Collider він згадав, що вже мав ідею для історії та назви для іншого фільму. У лютому 2020 року компанія Lionsgate Films офіційно затвердила продовження але в березні 2021 року повідомлялося, що Netflix уклав угоду на аукціоні у розмірі 469 мільйонів доларів для отримання прав на два продовження.

### Зйомки
Основні зйомки почалися в Греції 28 червня 2021 р. Зйомки завершилися 28 серпня 2021 р.

## Сприйняття
На вебсайті агрегатора рецензій Rotten Tomatoes 91 % рецензій критиків схвальні, із середньою оцінкою 7,9/10. Консенсус вебсайту узагальнює: «„Скляна цибуля“ повертає Бенуа Бланка для ще однієї шалено цікавої таємниці, доповненої видатним акторським складом». Середньозважена оцінка на Metacritic склала 81 бал зі 100, що свідчить про «загальне визнання».